# Kazunori Yamauchi
Kazunori Yamauchi (Kashiwa, 5 agosto 1967) è un autore di videogiochi giapponese, pilota professionista, ideatore, creatore e produttore della serie Gran Turismo.
Sin da bambino ha una spiccata passione per le auto e all'età di otto anni ne disegna una, la Lamborghini Countach. È diventato presidente di Polyphony Digital dopo aver creato il suo primo videogioco Motor Toon Grand Prix, un gioco di auto a cartone animato, completamente originale e con uno stile colorato ed unico, simile a Mario Kart.
Da allora, Yamauchi ha seguito il suo sogno di creare ottimi giochi di auto con il successo della serie Gran Turismo, dove infine è diventato una figura importante nel settore automobilistico a livello mondiale. Per il suo aiuto nella promozione dei modelli Volkswagen all'interno della serie, la casa tedesca gli ha regalato una VW Golf R32.

## Carriera da pilota professionista
Il 29 agosto 2009 è entrato a far parte del team World Car Awards partecipando alla classe SP8 in Gara 8 del VLN pilotando una Lexus IS-F sulla pista del Nürburgring. Il suo tempo è stato di 10 minuti e 9 secondi, il migliore della squadra, e il loro team ha registrato una vittoria in classe. Ritorna sulla pista del Nürburgring come uno dei 4 piloti del Team World Car Award che partecipa alla 24 ore del Nürburgring 2010 e finisce al quarto posto nella classe SP8.
È stato anche uno dei quattro piloti del #96 Spoon Sports FD2 Civic Type-R durante la 24 Hours Of Thunderhill che si è svolta dal 5 al 6 dicembre 2009 - la sua prima volta in un percorso su strada negli Stati Uniti. La vettura si è piazzata settima nella sua classe e 23° nella classifica generale.
Yamauchi ha preso parte alla 24 ore del Nürburgring del 2011 come uno dei quattro piloti della Nissan GT-R N24 della Schulze Motorsport numero 71. Il team ha concluso la gara al 36º posto assoluto, ottenendo una vittoria nella classe SP 8T dopo aver superato diversi problemi tecnici e battendo la concorrenza di piloti tra cui Johnny Herbert e Mark Blundell.
Per la 24 ore del Nürburgring del 2012, Yamauchi è tornato con la Nissan, guidando la 123 GT-R con Lucas Ordóñez, terminando al primo posto nella classe SP 8T e al 30º assoluto.
Per la 24 ore del Nürburgring del 2014 invece, concluse al 12° in classe, guidando una Nissan GT-R Nismo GT3 con Jordan Tresson, Tobias e Michael Schulze.
Infine nella 24 ore del Nürburgring del 2016 ha visto Yamauchi passare da Nissan a BMW, dove ha pilotato la numero 101 Walkenhorst Motorsport M6 GT3, piazzandosi al 22º posto.

## Filmografia

### Produttore
- Gran Turismo - La storia di un sogno impossibile (Gran Turismo), regia di Neill Blomkamp (2023)

## Curiosità
- Recentemente ha aiutato a progettare la tecnologia per la Nissan GT-R R35, che appare nel suo videogioco Gran Turismo 5 Prologue. Gli fu data tale auto per il suo contributo.
- Su un video incluso con Gran Turismo 5 Prologue, Yamauchi affermò che la sua auto preferita è la Ford GT e ne possiede due.
- Gli è stata dedicata una piccola via nella città andalusa di Ronda in Spagna, chiamato "Paseo de Kazunori Yamauchi".
- Nonostante l'omonimia non è imparentato con la famiglia dell'ex presidente di Nintendo, Hiroshi Yamauchi.
- Il 17 ottobre 2017 gli è stato conferito la laurea honoris causa in ingegneria del veicolo presso l'Università degli studi di Modena e Reggio Emilia.